# Dundahera
Dundahera é uma vila no distrito de Gurgaon, no estado indiano de Haryana.

## Demografia
Segundo o censo de 2001, Dundahera tinha uma população de 10 640 habitantes. Os indivíduos do sexo masculino constituem 59% da população e os do sexo feminino 41%. Dundahera tem uma taxa de literacia de 76%, superior à média nacional de 59,5%: a literacia no sexo masculino é de 83% e no sexo feminino é de 66%. Em Dundahera, 12% da população está abaixo dos 6 anos de idade.